# Oxytropis suavis
Oxytropis suavis är en ärtväxtart som beskrevs av Antonina Georgievna Borissova. Oxytropis suavis ingår i släktet klovedlar, och familjen ärtväxter. Inga underarter finns listade i Catalogue of Life.